# Юба (Естонія)
Юба (ест. Juba), — село в Естонії, входить до складу волості Виру, повіту Вирумаа.